# Passalus convexus
Passalus convexus (лат.) — вид сахарных жуков рода Passalus из семейства пассалиды (Passalidae). Неотропика. Вид с широким распространением в Южной Америке; отмечен в Аргентине, Боливии, Бразилии, Колумбии, Эквадоре, Французской Гвиане, Гайане, Перу, Тринидаде и Тобаго, Суринаме и Венесуэле. Длина около 4 см (42,2—44,3 мм). Чёрные, блестящие. Отличается следующими признаками: плечи голые, без опушения; вершина центрального бугорка головы не свободна, сросшаяся с лобными гребнями; антеннальная булава с 3 ламеллями. Крылья развиты (макроптерные). Передний край лица прямой или почти прямой, без вторичных медиально-фронтальных бугорков; центральный бугорок со свободной вершиной, сросшийся с лобными гребнями (подрод Pertinax). Максила с лациниями, двузубчатыми в апикальной трети. Медиобазальный участок ментума выступающий. Простернеллум ромбовидный.